# Ceratogomphus
Ceratogomphus is een geslacht van libellen (Odonata) uit de familie van de rombouten (Gomphidae).

## Soorten
Ceratogomphus omvat 2 soorten:
- Ceratogomphus pictus Hagen in Selys, 1854
- Ceratogomphus triceraticus Balinsky, 1963